# Isuzu 117 Coupe
Isuzu 117 Coupe — двухдверный спортивный автомобиль, производившийся концерном Isuzu с 1968 по 1981 годы. К середине 1960-х годов легковая Isuzu Bellel устарела, и модель 117 Coupe была создана с целью заменить её. К работе над автомобилем привлекли знаменитого итальянского дизайнера Джорджетто Джуджаро. С 1968 года автомобиль выпускался мелкими сериями, не более чем по 50 экземпляров в месяц, затем производство расширили. В 1979 году появилась модификация, благодаря которой Isuzu 117 Coupe считается первым в мире спортивным автомобилем с дизельным двигателем. Производство модели было завершено в 1981 году.

## Дизайн
Задание на разработку спортивного купе с посадочной формулой «2+2» руководство концерна Isuzu поручило мастерам итальянской студии Ghia, и коллектив во главе с Джорджетто Джуджаро взялся за работу. Дизайнерам удалось совместить в Isuzu 117 Coupe черты популярных в то время спорткаров с очертаниями кузова типа фастбэк.
В 1977 году Isuzu 117 Coupe переживает рестайлинг: круглая раздельная головная оптика заменяется прямоугольной, появляется новая решётка радиатора, меняется форма наружных зеркал, претерпевает изменения передняя панель.

## Интерьер

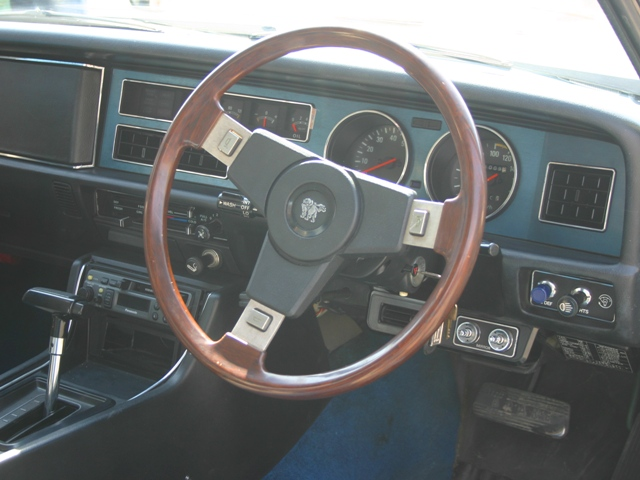

Интересным элементом в оформлении интерьера Isuzu 117 Coupe можно назвать торпедо с развитой центральной консолью, что в те годы было не принято. До 1977 года многие элементы салона отделывались тайваньским лавром, далее его заменили более дешёвым пластиком. Уже в базовой комплектации купе оснащалось электроприводами регулировки наружных зеркал и электростеклоподъёмниками, была возможность регулировки яркости подсветки панели приборов. Также в стандартное оснащение поздних Isuzu 117 Coupe входила кассетная магнитола Panasonic.

## Двигатели и трансмиссия
Первым двигателем для Isuzu 117 Coupe стал рядный 4-цилиндровый бензиновый мотор объёмом 1,6 литра с двухвальным ГРМ. В 1970 году карбюратор заменили системой распределённого впрыска топлива от Bosch. 1,8-литровый бензиновый мотор с одновальным ГРМ и карбюратором появился в 1971 году, и он устанавливался на наиболее дешёвые модификации купе. Вскоре на базе этого блока цилиндров появились версии с ГРМ типа DOHC и распределённым впрыском топлива. В 1978 году началось производство 2-литрового бензинового мотора.
1979 год в истории Isuzu 117 Coupe отмечен появлением 2,2-литрового дизельного двигателя (модификации 117 Coupe XD), который впервые был установлен на автомобиль класса Gran Turismo.
Передняя подвеска купе является двухрычажной, задняя — рессорной. Тормоза передних колёс сделаны дисковыми, на ведущей оси установлены барабанные механизмы.

## Blanc Edition
В 1979 году было выпущено порядка 300 экземпляров Isuzu 117 Coupe, отличавшихся от остальных произведённых автомобилей, например, контрастными тканевыми вставками в кожаном интерьере, который всегда выполнялся в тон к цвету кузова. Работой над ограниченной серией Isuzu 117 Coupe занимался сам Джорджетто Джуджаро.